# POP3
POP3 (angl. Post Office Protocol version 3) je internetni protokol na aplikacijskem sloju, ki je namenjen pridobivanju elektronske pošte iz strežnika na domač odjemalniški računalnik, preko TCP/IP povezave. Skoraj vsi ponudniki Interneta uporabljajo POP3 protokol kot tudi njegovo alternativo IMAP protokol.
POP3 in prejšnje verzije omogočajo uporabnikom s slabšo internetno povezavo, da poberejo elektronsko pošto s strežnika in ogled teh sporočil ter manipulacijo le njih, ne da bi bili povezani na internet. Čeprav večina programov omogoča, da se sporočila obdržijo na strežniku po odjemu, se večina POP3 programov po navadi poveže, sname vsa sporočila, jih shrani na uporabnikovem računalniku in označi kot nova ter jih nato, preden se odjavi, zbriše s strežnika. Druga vrsta protokola, imenovana IMAP v nasprotju s POP vsa ta sporočila privzeto pusti na strežniku. Tako omogoča dostop do pošte več uporabnikom, ne samo enemu. 
Večina POP3 ukazov identificira elektronsko sporočilo s svojo številko na poštnem strežniku. To povzroča
težavo za odjemalca, ki namerava pustiti elektronsko sporočila na strežniku in se tako lahko številka sporočila spremeni med različnimi povezavami do strežnika. Tukaj jim POP3 protokol omogoča rabo POP3 UIDL (Unique IDentification Listing) ukaza. 
UIDL nudi mehanizem s katerim se izognemu spornemu številčenju. Strežnik imenuje nabor znakov kot stalen in unikaten identifikator za sporočilo. Odjemalec lahko zatem uporabi ta identifikator za ugotovitev katero sporočilo mora prenesti k sebi.

## Potek dialoga s ponudnikom POP3
Pogovor s ponudnikom (P:) in odjemalcem (O:):
```
P: <ponudnik čaka na vratih 110 na odjemalca>

O: <se poveže>

P:    +OK POP3 server ready

O:    USER uporabniško_ime

P:     +OK User accepted

O:    PASS geslo_uporabnika

P:     +OK Logged in.

O:    STAT

P:    +OK 2 320

O:    LIST

P:    +OK 2 messages (320 octets)

P:    1 120

P:    2 200

P:    .

O:    RETR 1

P:    +OK 120 octets

P:    <POP3 protokol nam prikaže celotno sporočilo pod številko 1>

P:    .

O:    DELE 1

P:    +OK message 1 deleted

O:    RETR 2

P:    +OK 200 octets

P:    <POP3 protokol nam prikaže celotno sporočilo pod številko 2>

P:    .

O:    DELE 2

P:    +OK message 2 deleted

O:    QUIT

P:    +OK Logging out.

O:  <prekine povezavo>

P:  <ponudnik čaka na odjemalca>
```